# Liste des chapelles d'Indre-et-Loire
La liste des chapelles d'Indre-et-Loire présente les chapelles de culte catholique situées sur le territoire des communes du départements français d'Indre-et-Loire.
Il est fait état des diverses protections dont elles peuvent bénéficier, et notamment les inscriptions et classements au titre des monuments historiques.
Toutes sont situées dans l'archidiocèse de Tours.

## Liste
| Chapelle                                                  | Commune                  | Adresse | Coordonnées                      | Notice         | Protection                      | Date | Illustration                                              |
| --------------------------------------------------------- | ------------------------ | ------- | -------------------------------- | -------------- | ------------------------------- | ---- | --------------------------------------------------------- |
| Chapelle Saint-Jean d'Amboise                             | Amboise                  |         | 47° 25′ 18″ nord, 0° 59′ 39″ est | « PA00097502 » | Classé MH                       | 1938 | Chapelle Saint-Jean d'Amboise                             |
| Chapelle Saint-Denis d'Amboise                            | Amboise                  |         | 47° 24′ 38″ nord, 0° 58′ 47″ est |                |                                 |      | Image manquante Téléverser                                |
| Chapelle Saint-Hubert d'Amboise                           | Amboise                  |         | 47° 24′ 46″ nord, 0° 59′ 09″ est |                |                                 |      | Chapelle Saint-Hubert d'Amboise                           |
| Chapelle d'Anne de Bretagne                               | Amboise                  |         | 47° 24′ 36″ nord, 0° 59′ 32″ est |                |                                 |      | Chapelle d'Anne de Bretagne                               |
| Chapelle à Amboise                                        | Amboise                  |         | à géolocaliser                   |                |                                 |      | Image manquante Téléverser                                |
| Chapelle troglodytique de Château-Gaillard                | Amboise                  |         | à géolocaliser                   |                |                                 |      | Chapelle troglodytique de Château-Gaillard                |
| Chapelle du château des Brétignolles                      | Anché                    |         | 47° 07′ 55″ nord, 0° 19′ 14″ est |                |                                 |      | Chapelle du château des Brétignolles                      |
| Ancienne chapelle du château d'Azay-le-Rideau             | Azay-le-Rideau           |         | 47° 15′ 33″ nord, 0° 27′ 52″ est |                |                                 |      | Ancienne chapelle du château d'Azay-le-Rideau             |
| Chapelle du château d'Azay-le-Rideau                      | Azay-le-Rideau           |         | 47° 15′ 37″ nord, 0° 27′ 59″ est |                |                                 |      | Chapelle du château d'Azay-le-Rideau                      |
| Chapelle Saint-Armel de Beaumont-la-Ronce                 | Beaumont-Louestault      |         | 47° 34′ 06″ nord, 0° 40′ 09″ est |                |                                 |      | Image manquante Téléverser                                |
| Chapelle Notre-Dame-du-Chêne                              | Beaumont-Village         |         | 47° 10′ 05″ nord, 1° 12′ 18″ est |                |                                 |      | Chapelle Notre-Dame-du-Chêne                              |
| Chapelle Sainte-Anne du château de Coulaine               | Beaumont-en-Véron        |         | 47° 10′ 48″ nord, 0° 11′ 23″ est |                |                                 |      | Image manquante Téléverser                                |
| Chapelle de Seigne                                        | Bléré                    |         | 47° 19′ 33″ nord, 0° 59′ 46″ est | « PA00097587 » | Classé MH                       | 1875 | Chapelle de Seigne                                        |
| Chapelle de l'hôpital Trousseau                           | Chambray-lès-Tours       |         | 47° 20′ 51″ nord, 0° 42′ 46″ est |                |                                 |      | Image manquante Téléverser                                |
| Chapelle du château de la Branchoire                      | Chambray-lès-Tours       |         | 47° 20′ 57″ nord, 0° 43′ 10″ est |                |                                 |      | Image manquante Téléverser                                |
| Sainte-Chapelle de Champigny-sur-Veude                    | Champigny-sur-Veude      |         | 47° 04′ 00″ nord, 0° 19′ 04″ est | « PA00097626 » | Classé MH                       | 1911 | Sainte-Chapelle de Champigny-sur-Veude                    |
| Chapelle du château de Valmer                             | Chançay                  |         | à géolocaliser                   |                |                                 |      | Chapelle du château de Valmer                             |
| Chapelle de la Corroirie                                  | Chemillé-sur-Indrois     |         | 47° 09′ 04″ nord, 1° 08′ 24″ est |                |                                 |      | Chapelle de la Corroirie                                  |
| Chapelle du château de Chenonceaux                        | Chenonceaux              |         | 47° 19′ 30″ nord, 1° 04′ 13″ est |                |                                 |      | Chapelle du château de Chenonceaux                        |
| Chapelle Sainte-Radegonde de Chinon                       | Chinon                   |         | 47° 10′ 06″ nord, 0° 15′ 13″ est | « PA00097660 » | Classé MH                       | 1967 | Chapelle Sainte-Radegonde de Chinon                       |
| Chapelle de l'hôpital Saint-Michel de Chinon              | Chinon                   |         | 47° 10′ 06″ nord, 0° 13′ 57″ est |                |                                 |      | Image manquante Téléverser                                |
| Chapelle du château de la Grille                          | Chinon                   |         | 47° 11′ 18″ nord, 0° 15′ 23″ est |                |                                 |      | Image manquante Téléverser                                |
| Chapelle du prieuré Saint-Louans de Chinon                | Chinon                   |         | 47° 10′ 17″ nord, 0° 13′ 00″ est |                |                                 |      | Image manquante Téléverser                                |
| Chapelle de l'école supérieure de jeunes filles de Chinon | Chinon                   |         | 47° 09′ 58″ nord, 0° 14′ 39″ est |                |                                 |      | Chapelle de l'école supérieure de jeunes filles de Chinon |
| Chapelle Saint-Joseph de Chinon                           | Chinon                   |         | 47° 10′ 05″ nord, 0° 14′ 43″ est |                |                                 |      | Chapelle Saint-Joseph de Chinon                           |
| Chapelle de la Vierge de Cormery                          | Cormery                  |         | 47° 16′ 09″ nord, 0° 50′ 13″ est |                |                                 |      | Chapelle de la Vierge de Cormery                          |
| Chapelle de la Madeleine du Croulay                       | Cravant-les-Côteaux      |         | 47° 10′ 38″ nord, 0° 23′ 03″ est | « PA00097716 » | Inscrit MH                      | 1947 | Image manquante Téléverser                                |
| Chapelle de la Vierge-Marie de Tantan                     | Draché                   |         | 47° 04′ 13″ nord, 0° 38′ 48″ est |                |                                 |      | Image manquante Téléverser                                |
| Chapelle de la Chevalette                                 | Fondettes                |         | 47° 23′ 23″ nord, 0° 35′ 50″ est |                |                                 |      | Chapelle de la Chevalette                                 |
| Chapelle Notre-Dame de Gizeux                             | Gizeux                   |         | 47° 23′ 34″ nord, 0° 11′ 39″ est | « PA00097767 » | Inscrit MH                      | 1948 | Image manquante Téléverser                                |
| Chapelle du château de Gizeux                             | Gizeux                   |         | 47° 23′ 27″ nord, 0° 12′ 23″ est |                |                                 |      | Image manquante Téléverser                                |
| Chapelle du Genêt                                         | La Celle-Guenand         |         | 46° 56′ 31″ nord, 0° 52′ 55″ est | « PA00097616 » | Inscrit MH                      | 1971 | Image manquante Téléverser                                |
| Chapelle du château de Langeais                           | Langeais                 |         | 47° 19′ 29″ nord, 0° 24′ 22″ est |                |                                 |      | Image manquante Téléverser                                |
| Chapelle de Vignemont                                     | Loches                   |         | 47° 07′ 27″ nord, 0° 59′ 59″ est | « PA00097820 » | Inscrit MH                      | 1989 | Chapelle de Vignemont                                     |
| Chapelle des Chanoinesses de Luynes                       | Luynes                   |         | 47° 23′ 14″ nord, 0° 33′ 17″ est | « PA00097852 » | Inscrit MH                      | 1926 | Chapelle des Chanoinesses de Luynes                       |
| Chapelle de l'Hôtel-Dieu de Luynes                        | Luynes                   |         | 47° 23′ 04″ nord, 0° 33′ 22″ est |                |                                 |      | Image manquante Téléverser                                |
| Chapelle Saint-André de Neuvy-le-Roi                      | Neuvy-le-Roi             |         | 47° 36′ 13″ nord, 0° 35′ 44″ est | « PA00098314 » | Inscrit MH Façades et toiture   | 1992 | Image manquante Téléverser                                |
| Chapelle de la Madeleine de Perrusson                     | Perrusson                |         | 47° 07′ 07″ nord, 1° 00′ 58″ est |                |                                 |      | Chapelle de la Madeleine de Perrusson                     |
| Chapelle de Tous-les-Saints de Preuilly-sur-Claise        | Preuilly-sur-Claise      |         | 46° 51′ 25″ nord, 0° 55′ 28″ est | « PA00097921 » | Inscrit MH                      | 1953 | Chapelle de Tous-les-Saints de Preuilly-sur-Claise        |
| Chapelle Notre-Dame du château d'Ussé                     | Rigny-Ussé               |         | 47° 15′ 00″ nord, 0° 17′ 34″ est |                |                                 |      | Chapelle Notre-Dame du château d'Ussé                     |
| Chapelle troglodyte de Rochecorbon                        | Rochecorbon              |         | 47° 25′ 03″ nord, 0° 45′ 30″ est | « PA00098041 » | Inscrit MH                      | 1972 | Image manquante Téléverser                                |
| Chapelle Saint-Antoine de Saint-Antoine-du-Rocher         | Saint-Antoine-du-Rocher  |         | 47° 29′ 46″ nord, 0° 37′ 54″ est |                |                                 |      | Image manquante Téléverser                                |
| Chapelle du château de la Mulonnière                      | Saint-Antoine-du-Rocher  |         | 47° 29′ 42″ nord, 0° 36′ 32″ est |                |                                 |      | Image manquante Téléverser                                |
| Chapelle Notre-Dame-de-Lorette de Saint-Épain             | Saint-Épain              |         | 47° 08′ 22″ nord, 0° 38′ 15″ est | « PA00098072 » | Inscrit MH                      | 1954 | Chapelle Notre-Dame-de-Lorette de Saint-Épain             |
| Chapelle Saint-Mesmin de Sainte-Maure-de-Touraine         | Sainte-Maure-de-Touraine |         | 47° 06′ 35″ nord, 0° 36′ 58″ est | « PA00098084 » | Inscrit MH                      | 1948 | Chapelle Saint-Mesmin de Sainte-Maure-de-Touraine         |
| Chapelle des Vierges de Sainte-Maure-de-Touraine          | Sainte-Maure-de-Touraine |         | 47° 06′ 39″ nord, 0° 37′ 57″ est |                |                                 |      | Chapelle des Vierges de Sainte-Maure-de-Touraine          |
| Chapelle Saint-Jean-du-Liget                              | Sennevières              |         | 47° 08′ 20″ nord, 1° 07′ 18″ est | « PA00098109 » | Classé MH                       | 1862 | Chapelle Saint-Jean-du-Liget                              |
| Chapelle Saint-Libert de Tours                            | Tours                    |         | 47° 23′ 51″ nord, 0° 41′ 51″ est | « PA00098154 » | Inscrit MH Les restes de la nef | 1946 | Chapelle Saint-Libert de Tours                            |
| Chapelle du Petit-Saint-Martin                            | Tours                    |         | 47° 23′ 40″ nord, 0° 40′ 45″ est | « PA00098140 » | Inscrit MH                      | 1976 | Chapelle du Petit-Saint-Martin                            |
| Chapelle Saint-Jean de Tours                              | Tours                    |         | 47° 23′ 33″ nord, 0° 40′ 55″ est | « PA00098141 » | Inscrit MH                      | 1984 | Chapelle Saint-Jean de Tours                              |
| Chapelle des Lazaristes de Tours                          | Tours                    |         | 47° 23′ 42″ nord, 0° 41′ 47″ est |                |                                 |      | Chapelle des Lazaristes de Tours                          |
| Chapelle Saint-Martin de Monconseil                       | Tours                    |         | 47° 25′ 07″ nord, 0° 42′ 00″ est |                |                                 |      | Chapelle Saint-Martin de Monconseil                       |
| Chapelle Saint-Roch de l'hôpital Bretonneau               | Tours                    |         | 47° 23′ 16″ nord, 0° 40′ 10″ est |                |                                 |      | Chapelle Saint-Roch de l'hôpital Bretonneau               |
| Chapelle Saint-Blaise de Truyes                           | Truyes                   |         | 47° 16′ 31″ nord, 0° 49′ 52″ est | « PA00098268 » | Inscrit MH                      | 1995 | Chapelle Saint-Blaise de Truyes                           |
| Chapelle Saint-Laurent de Veigné                          | Veigné                   |         | 47° 18′ 49″ nord, 0° 41′ 31″ est | « PA00098271 » | Inscrit MH                      | 1973 | Chapelle Saint-Laurent de Veigné                          |
| Chapelle des Archevêques de Vernou-sur-Brenne             | Vernou-sur-Brenne        |         | 47° 25′ 19″ nord, 0° 50′ 46″ est | « PA00098280 » | Classé MH                       | 1965 | Image manquante Téléverser                                |
| Chapelle de Plainchêne                                    | Villiers-au-Bouin        |         | 47° 34′ 43″ nord, 0° 14′ 11″ est | « PA00098295 » | Inscrit MH                      | 1948 | Image manquante Téléverser                                |
| Chapelle troglodyte de l'Écheneau                         | Vouvray                  |         | 47° 24′ 43″ nord, 0° 47′ 27″ est | « PA00098299 » | Inscrit MH                      | 1966 | Image manquante Téléverser                                |